# Tropidia similis
Tropidia similis är en orkidéart som beskrevs av Rudolf Schlechter. Tropidia similis ingår i släktet Tropidia och familjen orkidéer. Inga underarter finns listade i Catalogue of Life.